# 島袋将
島袋 将（しまぶくろ しょう、 1997年7月30日 - ）は、日本の男子プロテニス選手。岐阜県岐阜市出身。早稲田大学卒業。有沢製作所所属。自己最高ランキングはシングルス135位、ダブルス438位。身長183cm、体重78kg。右利き、バックハンド・ストロークは両手打ち。

## 選手経歴

### 高校時代
四日市工業高校時代は2014年 インターハイ・国体・全国選抜　団体戦優勝　3冠達成。 インターハイダブルス優勝。全日本ジュニア選抜室内テニス選手権大会 シングルス優勝を果たす。

### 大学時代
早稲田大学時代は2017年に全日本学生テニス選手権大会シングルス優勝。2018年のアジア大会でダブルスで銅メダルを獲得、全日本学生室内テニス選手権大会でシングルス優勝。2019年のユニバーシアードでダブルスで銅メダルを獲得した。卒業後にプロ転向。

### 2023年 チャレンジャー初優勝
1月、ノンタブリー・チャレンジャーでチャレンジャーツアー初優勝。グランドスラム初挑戦となったウィンブルドンで予選を突破し本戦初出場を果たす。1回戦で第21シードのグリゴール・ディミトロフに敗れた。全米オープンでも予選を突破し、本戦出場、1回戦でユーゴ・ガストンに敗れた。

## 成績
略語の説明
| W | F | SF | QF | #R | RR | Q# | LQ | A | Z# | PO | G | S | B | NMS | P | NH |

W=優勝, F=準優勝, SF=ベスト4, QF=ベスト8, #R=#回戦敗退, RR=ラウンドロビン敗退, Q#=予選#回戦敗退, LQ=予選敗退, A=大会不参加, Z#=デビスカップ/BJKカップ地域ゾーン, PO=デビスカップ/BJKカッププレーオフ, G=オリンピック金メダル, S=オリンピック銀メダル, B=オリンピック銅メダル, NMS=マスターズシリーズから降格, P=開催延期, NH=開催なし.

### 4大大会シングルス成績
| 大会           | 2023 | 2024 | 2025 | 通算成績 |
| -------------- | ---- | ---- | ---- | -------- |
| 全豪オープン   | A    | Q1   | Q2   | 0–0      |
| 全仏オープン   | A    | Q1   | A    | 0–0      |
| ウィンブルドン | 1R   | Q3   | Q2   | 0–1      |
| 全米オープン   | 1R   | Q1   |      | 0–1      |